# Merzhäuser Teiche
Das Gebiet um die Merzhäuser Teiche ist seit 1990 als Naturschutzgebiet (NSG) ausgewiesen. Es liegt zu drei Vierteln in der Gemarkung von Bracht, einem Ortsteil der Gemeinde Rauschenberg im Landkreis Marburg-Biedenkopf und zu einem Viertel in der Gemarkung der Stadt Rosenthal Landkreis Waldeck-Frankenberg, beide in Hessen. Das NSG ist Teil des Vogelschutzgebiets „Burgwald“ (EU-VS-Gebiet Nr. 5018-401) im europäischen Schutzgebietsnetz Natura 2000.

## Geographie
Das NSG „Merzhäuser Teiche“ liegt am Rande des Burgwalds, einem der größten zusammenhängenden Waldgebiete Hessens. Es befindet sich unmittelbar östlich der Kreisstraße K 19, die von der Landesstraße L 3077 (Rosenthal-Bracht) im Westen zur Landesstraße L 3087 (Rosenthal-Langendorf) im Osten führt. Unmittelbar westlich der K 19 und dem NSG gegenüber liegen die beiden Gehöfte des Weilers und ehemaligen Deutschordenshofs Merzhausen, nach dem das NSG benannt ist. Der aus dem Burgwald kommende, die K 19 an deren Nordseite begleitende Kimmelbach durchfließt das NSG in dessen gesamter Länge von Nordwesten in weitem Bogen nach Südosten und mündet etwa 1,5 km weiter östlich in die Bentreff. Die entlang dem Krimmelbach verlaufende Gemarkungsgrenze von Bracht ist dort gleichzeitig die Grenze zwischen den Landkreisen Marburg-Biedenkopf und Waldeck-Frankenberg und somit zwischen den Regierungsbezirken Gießen und Kassel.

## Das Schutzgebiet
Das Schutzgebiet hat eine Größe von 20,11 Hektar und umfasst drei vom Krimmelbach gespeiste, aufgestaute Teiche mit naturnaher und strukturreicher, von Hochstaudenfluren, Gebüschen und Erlen gesäumter Ufervegetation. Umgeben sind sie von extensiv gepflegten, mit Schafen in Vieh-Hutung beweidete Wiesen – in der Flussaue feucht, in den steileren Hanglagen mit Magerrasencharakter – und etwa drei Hektar wasserüberstauter Erlenbruchwald zwischen den Teichen. Hecken und Sträucher säumen die Wege und Straßen im nördlichen Teil des Schutzgebiets. An seltenen Pflanzenarten finden sich Sumpf-Vergissmeinnicht, Sumpf-Weidenröschen, Färber-Ginster und Heide-Nelke.

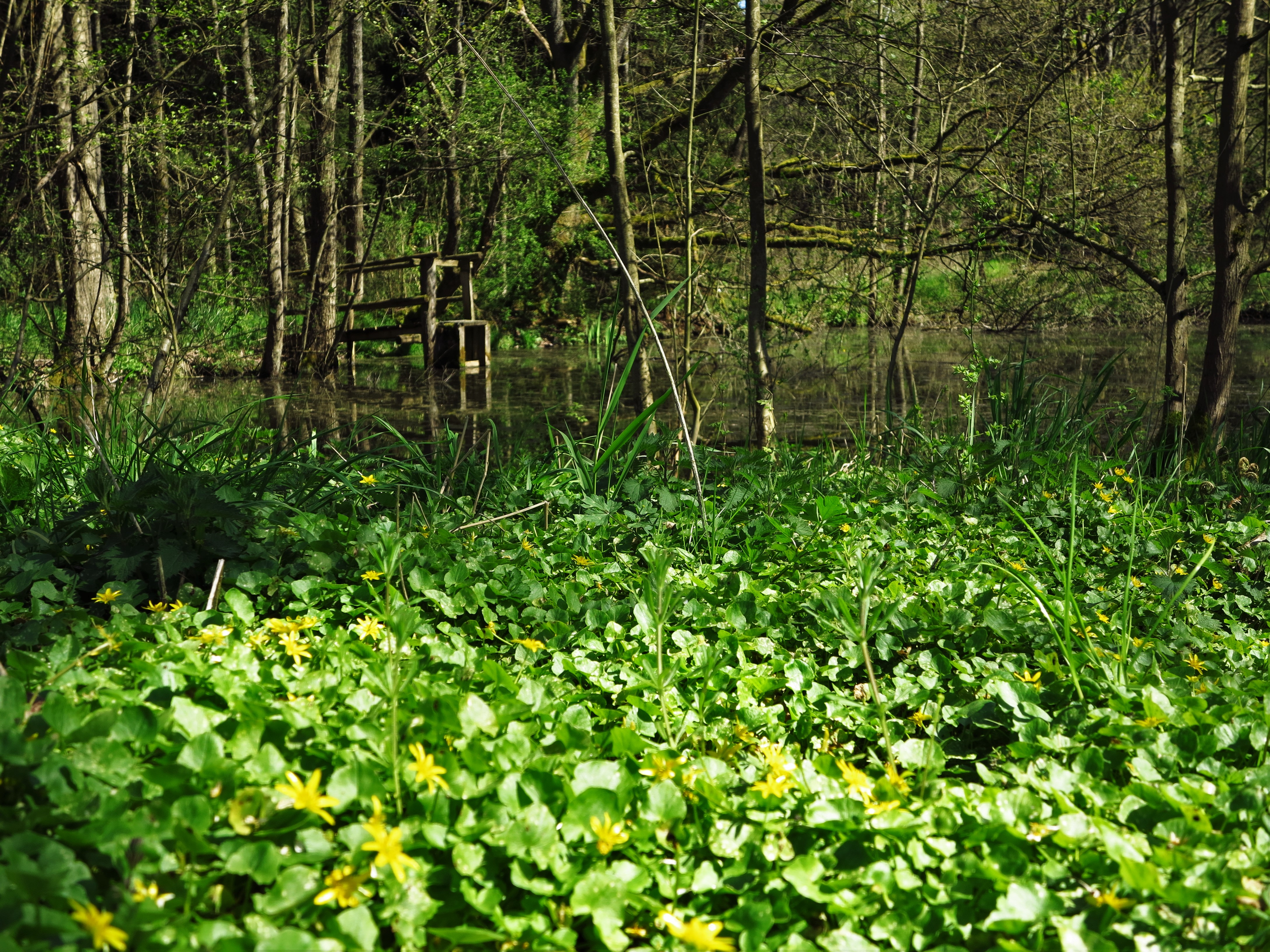
Der untere Teich

Das Gebiet ist neben seiner botanischen Naturbelassenheit, insbesondere wegen seiner artenreichen Fauna und als Brut- und Nahrungsgebiet seltener Wasservogelarten schützenswert. Bisher wurden hier 128 Vogelarten beobachtet, davon 57 als Brutvögel nachgewiesen oder mit Brutverdacht. Daneben finden sich viele Amphibien, Schmetterlingsarten und Libellen.
Die Teiche sind regelmäßiges Brutgebiet des Zwergtauchers und des Blässhuhns. Ausnahmsweise brüteten auch folgende Arten im Gebiet oder es bestand Brutverdacht: Knäkente, Wasserralle, Pirol und Gelbspötter. Regelmäßige Durchzügler sind unter anderem Reiher-, Pfeif-, Krick- und Löffelente sowie Fischadler, Bekassine, Flussuferläufer, Waldwasserläufer und Raubwürger. Gelegentlich sind auch Eisvogel, Schwarzstorch und Graureiher zu sehen. Im Erlenbruchwald brüten Grau- und Kleinspecht und der Trauerschnäpper.
Zahlreiche, teils gefährdete Amphibien, wie Grasfrosch, Teichfrosch, Erdkröte, Berg-, Teich-, Faden- und Kammmolch sowie Feuersalamander finden oder fanden an den Teichen Lebensraum und Laichplätze, ebenso wie viele Wasserinsekten und Libellen. Die Amphibienbestände des Gebietes haben jedoch seit den 1980er Jahren drastisch abgenommen; der Kammmolch wurde zuletzt Anfang der 1990er Jahre nachgewiesen.
Insgesamt 79 Schmetterlingsarten wurden bisher im NSG registriert. Unter den 27 Tagfalterarten finden sich auf den nach Süden exponierten Magerwiesen Schwalbenschwanz, Weißklee-Gelbling, Kleiner Perlmuttfalter und Rotklee-Bläuling. In den Auwaldbereichen fliegt der Große Schillerfalter. Unter den im NSG beobachteten Libellenarten sind die Gemeine Winterlibelle, die Glänzende Binsenjungfer und die Fledermaus-Azurjungfer.